# Giorgio Gaslini
Giorgio Gaslini (22. října 1929, Milán – 29. července 2014) byl italský jazzový klavírista a hudební skladatel.
Vystupovat začal ve věku třinácti let a první nahrávku pořídil v šestnácti se svým triem. V padesátých a šedesátých letech vystupoval se svým kvartetem. Byl prvním italským hudebníkem, který byl americkým časopisem Down Beat označen za „nový talent“ a byl prvním Italem, který byl oficiálně pozván na jazzový festival do Spojených států (hrál v New Orleans, 1976 a 1977). Spolupracoval s mnoha významnými americkými hudebníky, jakými byli Anthony Braxton, Steve Lacy, Don Cherry, Roswell Rudd, Eddie Gomez, Max Roach, Nacci Alberto a také Argentinec Gato Barbieri nebo Francouz Jean-Luc Ponty. Sám přepracoval kompozici autorů jako Albert Ayler a Sun Ra pro sólový klavír (tyto nahrávky vydalo vydavatelství Soul Note Records). Je také autorem hudby k filmu Noc režiséra Michelangela Antonioniho.